# Сосновский, Андриан Вячеславович
Андриан Вячеславович Сосновский (рум. Adrian Sosnovschi; 13 июня 1977, Кишинёв) — молдавский и российский футболист, выступавший на позиции защитника; тренер.

## Карьера

### Клубная
Начинал карьеру в клубе «Кодру» из Калараша, позднее перешёл в столичный «Зимбру». В составе кишинёвского клуба стал серебряным призёром чемпионата страны и выиграл Кубок Молдавии.
В 1997 году был выкуплен киевским «Динамо», но не сыграл ни одного матча.
В 1999 году перешёл в московский «Спартак», в котором также не сыграл ни одного матча. Однако в том же году его купил раменский «Сатурн», и в его составе Сосновский закрепился, проведя 91 матч и забив два гола. Летом 2003 года перешёл в новороссийский «Черноморец», в составе которого дошёл до финала Кубка РФПЛ.
Через год покинул уехал в Казахстан, а ещё через год вернулся на родину в «Дачию». В 2007 году снова отправился в Россию и сыграл в двух командах: московском «Торпедо» и хабаровском «СКА-Энергия».
Весь следующий год не выступал, в 2009 году вернулся во второй раз в Молдавию и подписал контракт с «Олимпией» из города Бельцы. В следующем году перешёл в «Зимбру», а затем подписал контракт с «Милсами».

### Тренерская
В 2016 году начал свою тренерскую карьеру и стал главным тренером клуба «Милсами». В 2017 году выиграл с ним бронзовые медали чемпионата Молдавии. В апреле 2018 года подписал контракт с казахстанским клубом «Атырау».

### В сборной
В сборной провёл 15 встреч, из них все официальные приходились на матчи квалификации к чемпионату мира 2002 и чемпионату Европы 2004.

## Личная жизнь
Жена Виктория, дочери Адриана (родилась в 1998) и Кристина (родилась в 2003 году).